# Manouchehr Parchami-Araghi
Manouchehr Parchami-Araghi (in persiano منوچهر پرچمی-عراقی‎; 12 ottobre 1952) è un pallanuotista iraniano, che ha partecipato alle Olimpiadi di Montréal 1976.